# Allan Rune Pettersson
Allan Rune Pettersson (* 9. März 1936 in Stockholm; † 15. August 2018) war ein schwedischer Autor.
Nach einer wechselvollen Karriere zunächst als Produzent von Kinderprogrammen  beim schwedischen Radio und dann als Gastwirt in Portugal, kehrte er 1965 nach Schweden zurück und wurde dort freiberuflicher Autor.
Er schrieb Kinderbücher, Stücke für Kinder und Erwachsene für die Bühne, das Radio und das Fernsehen.

## Veröffentlichungen (Auszug)
- 1978 Frankensteins faster (schwedisch, zu deutsch: Frankensteins Tante)
- 1989 Frankensteins faster - igen! (schwedisch, zu deutsch: Frankensteins Tante - zurück!)